# Abd al-Aziz bin Muhammad al-Qasimi
Abd al-Aziz bin Muhammad al-Qasimi (in arabo عبد العزيز بن محمد القاسمي‎?; 1937 – Londra, 22 gennaio 2005), è stato emiro di Sharja dal 17 giugno al 23 giugno 1987.

## Biografia
Abd al-Aziz bin Muhammad nacque nel 1937 ed era figlio dello sceicco Muhammad bin Saqr al-Qasimi, emiro di Sharja per poche settimane nel 1951.
Fu capo dell'ufficio dell'emiro e comandante della guardia dell'emirato durante il regno del fratello minore Sultan.
Il 17 giugno 1987, mentre il fratello era in visita in Gran Bretagna, attuò un colpo di Stato. In un comunicato giustificò questa sua manovra con le cattive condizioni finanziarie in cui si trovava il paese. L'emirato, che contava un reddito di 800 milioni di dirham, aveva accumulato nel tempo un debito di cinque miliardi, causato dalla caduta del prezzo del petrolio, in combinazione con la guerra Iran-Iraq e con la crisi del settore turistico-alberghiero causata anche della decisione di vietare l'alcol a Sharjah. Il Consiglio supremo dell'Unione compose un comitato tripartito per gestire la crisi composto da Saqr bin Muhammad al-Qasimi, emiro di Ras al-Khaima, Humaid IV bin Rashid Al Nuaimi, emiro di Ajman e Hamdan bin Rashid Al Maktoum, ministro delle finanze e dell'industria. La commissione organizzò per il 23 giugno un incontro di riconciliazione tra i due fratelli alla presenza del presidente della Federazione Zayed bin Sultan Al Nahyan. L'atto di riconciliazione stabilì che Abd al-Aziz venisse nominato principe ereditario, vice emiro e membro del Consiglio esecutivo. Fu stabilito anche che  avrebbe avuto il diritto di partecipare ai lavori del Consiglio Supremo nella sua qualità di principe ereditario e che avrebbe avuto un ruolo nell'emissione delle leggi e nella firma degli accordi economici. Il 5 febbraio 1990 l'emiro Sultan emise un decreto mediante il quale esautorò il fratello da tutti gli incarichi e lo nominò suo rappresentante in Marocco. Si stabilì a Londra dove morì il 22 gennaio 2005.